# (8479) 1987 HD2
1987 إتش دي 2 (ويعرف أيضًا باسم (8479) 1987 إتش دي 2 وفق تسمية الكوكب الصغير) (بالإنجليزية: 1987 HD2)‏ هو كويكب ضمن حزام الكويكبات؛ وترتيبه 8479 من حيث الاكتشاف.
اكتُشف هذا الجُرم الفلكي بواسطة Antonín Mrkos ‏ في 29 أبريل 1987.

## وصلات خارجية
- (8479) 1987 HD2 في قاعدة بيانات مختبر الدفع النفاث لأجرام النظام الشمسي الصغيرة

- الاكتشاف · مخطط المدار ·  العناصر المدارية · المعلمات المادية

- (8479) 1987 HD2 على موقع ويكي سكاي: DSS2, SDSS, GALEX, IRAS, Hydrogen α, X-Ray, Astrophoto, Sky Map, Articles and images